# Segunda División B 2014-2015
La Segunda División B 2014-2015 è stata la trentottesima edizione del campionato di calcio spagnolo di terza divisione ad avere questa denominazione. Il campionato vede la partecipazione di 80 squadre raggruppate in quattro gironi: tre (i gruppi II, III e IV) di venti e uno di diciannove, raggruppate prevalentemente secondo un criterio geografico.
Le prime quattro di ogni gruppo sono ammesse ai play-off, suddivisi in due fasi, per la promozione in Segunda División, mentre solo le vincitrici dei gironi possono contendersi il titolo di Campione di Segunda División B. Le ultime quattro di ogni gruppo (tre nel primo girone), invece, retrocedono in Tercera División. Sono previsti anche i play-out per le sedicesime che si affrontano in due semifinali. Le vincenti si salvano, mentre le sconfitte vengono relegate nel quarto livello del calcio spagnolo.

## Gruppo 1
Il primo gruppo è costituito da squadre provenienti dalle regioni autonome di Asturie, Cantabria, Castiglia e León, Galizia e La Rioja.
Il gruppo è composto da sole 19 squadre, invece delle 20 previste, a causa del fallimento della vecchia società di Salamanca, l'Unión Deportiva. Al suo posto è nata una nuova squadra, il Salamanca Athletic a cui era stata negata la possibilità di iscriversi al nuovo campionato in quanto secondo le norme della RFEF si sarebbe dovuta convertire in una Società Anonima Sportiva (SAD). Nonostante un ricorso alla corte numero 4 che avrebbe anche consentito al nuovo club di prendere parte alla competizione da fine ottobre, quando era avvenuta la conversione in SAD, il Salamanca è stato escluso in quanto, secondo Marcelino Maté, presidente della Commissione dei club della Segunda B, sarebbe stato danneggiato nell'attività agonistica dopo tre mesi di stop.

### Squadre
| Squadra           | Città                  | Stadio                         |
| ----------------- | ---------------------- | ------------------------------ |
| Astorga           | Astorga                | La Eragudina                   |
| Real Avilés       | Avilés                 | Nuevo Román Suárez Puerta      |
| Burgos            | Burgos                 | El Plantío                     |
| Celta Vigo B      | Vigo                   | Barreiro                       |
| Compostela        | Santiago di Compostela | San Lázaro                     |
| Coruxo            | Vigo                   | O Vao                          |
| Guijuelo          | Guijuelo               | Municipal de Guijuelo          |
| Langreo           | Langreo                | Ganzàbal                       |
| Lealtad           | Villaviciosa           | Les Caleyes                    |
| Leonesa           | León                   | Stadio Municipal Reino de León |
| UD Logroñés       | Logroño                | Estadio Las Gaunas             |
| Marino de Luanco  | Luanco                 | Municipal de Miramar           |
| Real Murcia       | Murcia                 | Estadio Nueva Condomina        |
| Real Oviedo       | Oviedo                 | Carlos Tartiere                |
| Racing Ferrol     | Ferrol                 | la Malata                      |
| Somozas           | As Somozas             | Pardiñas                       |
| Sporting Gijón B  | Gijón                  | Mareo                          |
| Tropezón          | Torrelavega            | Santa Ana                      |
| Real Valladolid B | Valladolid             | Anexos José Zorrilla           |
| Zamora CF         | Zamora                 | Ruta de la Plata               |

### Classifica
|  | Pos. | Squadra           | Pt | G  | V  | N  | P  | GF | GS | DR  |
|  | ---- | ----------------- | -- | -- | -- | -- | -- | -- | -- | --- |
|  | 1.   | Real Oviedo       | 80 | 38 | 24 | 8  | 6  | 77 | 31 | +46 |
|  | 2.   | Real Murcia       | 72 | 38 | 22 | 6  | 10 | 47 | 26 | +21 |
|  | 3.   | Racing Ferrol     | 69 | 38 | 20 | 9  | 9  | 65 | 41 | +25 |
|  | 4.   | UD Logroñés       | 66 | 38 | 19 | 9  | 10 | 49 | 37 | +12 |
|  | 5.   | Guijuelo          | 61 | 38 | 17 | 10 | 11 | 58 | 48 | +10 |
|  | 6.   | Compostela        | 61 | 38 | 17 | 10 | 11 | 45 | 39 | +6  |
|  | 7.   | Leonesa           | 59 | 38 | 15 | 14 | 9  | 52 | 43 | +9  |
|  | 8.   | Coruxo            | 53 | 38 | 13 | 14 | 11 | 44 | 47 | -3  |
|  | 9.   | Real Valladolid B | 52 | 38 | 14 | 10 | 14 | 54 | 54 | 0   |
|  | 10.  | Somozas           | 52 | 38 | 14 | 10 | 14 | 44 | 43 | +1  |
|  | 11.  | Sporting Gijón B  | 50 | 38 | 13 | 11 | 14 | 49 | 50 | –1  |
|  | 12.  | Burgos            | 49 | 38 | 13 | 10 | 15 | 37 | 40 | –3  |
|  | 13.  | Celta Vigo B      | 48 | 38 | 14 | 6  | 18 | 49 | 58 | -9  |
|  | 14.  | Astorga           | 45 | 38 | 10 | 15 | 13 | 50 | 56 | –6  |
|  | 15.  | Lealtad           | 44 | 38 | 11 | 11 | 16 | 38 | 49 | –11 |
|  | 16.  | Real Avilés       | 43 | 38 | 12 | 7  | 19 | 36 | 53 | –17 |
|  | 17.  | Langreo           | 43 | 38 | 11 | 10 | 17 | 37 | 49 | –12 |
|  | 18.  | Zamora CF         | 39 | 38 | 11 | 6  | 21 | 38 | 51 | –13 |
|  | 19.  | Tropezón          | 36 | 38 | 9  | 9  | 20 | 38 | 62 | –24 |
|  | 20.  | Marino de Luanco  | 21 | 38 | 4  | 9  | 25 | 26 | 56 | –30 |

Legenda:

      Qualificate ai play-off promozione
      Qualificata alla Coppa del Re 2015-2016
      Qualificate ai play-out
      Retrocesse in Tercera División 2015-2016
Note:

Tre punti a vittoria, uno a pareggio, zero a sconfitta.
In caso di arrivo di due squadre a pari punti, la graduatoria verrà stilata in base all'ordine dei seguenti criteri:
- Differenza reti negli scontri diretti
- Differenza reti generale
- Reti realizzate in generale

In caso di arrivo di tre o più squadre a pari punti, la graduatoria verrà stilata in base all'ordine dei seguenti criteri:
- Punti negli scontri diretti (classifica avulsa)
- Differenza reti negli scontri diretti
- Differenza reti generale
- Reti realizzate in generale
- Classifica fair-play stilata a inizio stagione

Nel caso un criterio escluda solamente alcune delle squadre, senza quindi determinare l'ordine completo, tali squadre vengono escluse dal criterio successivo, rimanendo così senza possibilità di posizionarsi meglio.

#### Verdetti
- Racing Oviedo qualificata ai play-off campioni.
- Real Murcia, Racing Ferrol e UD Logroñes qualificate ai play-off delle piazzate.
- Guijuelo e Compostela qualificate alla Coppa del Re 2015-2016.
- Real Avilés qualificata ai play-out.
- Langreo, Zamora CF, Tropezón e Marino de Luanco retrocesse in Tercera División 2015-2016.

### Classifica cannonieri
Aggiornata al 17 maggio 2015.
| Gol | Rigori |  | Giocatore      | Squadra       |
| --- | ------ |  | -------------- | ------------- |
| 28  |        |  | Miguel Linares | Real Oviedo   |
| 20  |        |  | Isaac Aketxe   | Leonesa       |
| 17  |        |  | Borja Iglesias | Celta B       |
| 15  |        |  | Joselu Gómez   | Racing Ferrol |
| 14  |        |  | Marc Nierga    | Guijuelo      |

## Gruppo 2
Il secondo gruppo è costituito da squadre provenienti dalle regioni autonome di Aragona, Isole Canarie, Navarra, Paesi Baschi e Comunità autonoma di Madrid, oltre alle squadre Toledo e Conquense (entrambe della Castiglia-La Mancia).

### Squadre
| Squadra             | Città                      | Stadio                     |
| ------------------- | -------------------------- | -------------------------- |
| Amorebieta          | Amorebieta-Etxano          | Campo Municipal de Urritxe |
| Atlético Madrid B   | Madrid                     | Nuevo Cerro del Espino     |
| Barakaldo           | Barakaldo                  | Lasesarre                  |
| Bilbao Athletic     | Bilbao                     | Santa María de Lezama      |
| Conquense           | Cuenca                     | La Fuensanta               |
| Fuenlabrada         | Fuenlabrada                | Fernando Torres            |
| Getafe B            | Getafe                     | Ciudad Deportiva           |
| Guadalajara         | Guadalajara                | Stadio Pedro Escartín      |
| Huesca              | Huesca                     | El Alcoraz                 |
| Las Palmas Atlético | Las Palmas de Gran Canaria | Gran Canaria               |
| Leioa               | Leioa                      | Estadio Sarriena           |
| Rayo Vallecano B    | Madrid                     | Ciudad Deportiva           |
| Real M. Castilla    | Madrid                     | Stadio Alfredo Di Stéfano  |
| Real Sociedad B     | San Sebastián              | Campo Z-7 di Zubieta       |
| Real Unión          | Irun                       | Stadium Gal                |
| Sestao River        | Sestao                     | Las Llanas                 |
| Socuéllamos         | Socuéllamos                | Estadio Paquito Jiménez    |
| Toledo              | Toledo                     | Salto del Caballo          |
| Trival Valderas     | Valderas                   | Estadio La Canaleja        |
| Tudelano            | Tudela                     | Ciudad de Tudela           |

### Classifica
|  | Pos. | Squadra             | Pt | G  | V  | N  | P  | GF | GS | DR  |
|  | ---- | ------------------- | -- | -- | -- | -- | -- | -- | -- | --- |
|  | 1.   | Huesca              | 69 | 38 | 20 | 9  | 9  | 61 | 30 | +31 |
|  | 2.   | Bilbao Athletic     | 66 | 38 | 18 | 12 | 8  | 65 | 30 | +35 |
|  | 3.   | Guadalajara         | 61 | 38 | 16 | 13 | 9  | 49 | 43 | +6  |
|  | 4.   | Real Unión          | 60 | 38 | 17 | 9  | 12 | 48 | 38 | +10 |
|  | 5.   | Tudelano            | 58 | 38 | 16 | 10 | 12 | 42 | 31 | +11 |
|  | 6.   | Real M. Castilla    | 58 | 38 | 16 | 10 | 12 | 59 | 40 | +19 |
|  | 7.   | Barakaldo           | 58 | 38 | 16 | 10 | 12 | 50 | 43 | +7  |
|  | 8.   | Socuéllamos         | 58 | 38 | 17 | 7  | 14 | 45 | 45 | 0   |
|  | 9.   | Toledo              | 57 | 38 | 16 | 9  | 13 | 47 | 54 | -7  |
|  | 10.  | Amorebieta          | 52 | 38 | 14 | 10 | 14 | 59 | 54 | +5  |
|  | 11.  | Getafe B            | 51 | 38 | 14 | 9  | 15 | 50 | 51 | –1  |
|  | 12.  | Fuenlabrada         | 51 | 38 | 14 | 9  | 15 | 43 | 54 | -11 |
|  | 13.  | Sestao River        | 50 | 38 | 13 | 11 | 14 | 46 | 51 | –5  |
|  | 14.  | Real Sociedad B     | 48 | 38 | 12 | 12 | 14 | 51 | 56 | –5  |
|  | 15.  | Leioa               | 48 | 38 | 14 | 6  | 18 | 42 | 60 | –18 |
|  | 16.  | Las Palmas Atlético | 47 | 38 | 13 | 8  | 17 | 58 | 60 | –5  |
|  | 17.  | Rayo Vallecano B    | 43 | 38 | 10 | 13 | 15 | 43 | 60 | –17 |
|  | 18.  | Atlético Madrid B   | 41 | 38 | 12 | 5  | 21 | 52 | 62 | –10 |
|  | 19.  | Trival Valderas     | 37 | 38 | 8  | 13 | 17 | 42 | 71 | –29 |
|  | 20.  | Conquense           | 30 | 38 | 7  | 9  | 22 | 48 | 67 | –19 |

Legenda:

      Qualificate ai play-off promozione
      Qualificata alla Coppa del Re 2015-2016
      Qualificate ai play-out
      Retrocesse in Tercera División 2015-2016
Note:

Tre punti a vittoria, uno a pareggio, zero a sconfitta.
In caso di arrivo di due squadre a pari punti, la graduatoria verrà stilata in base all'ordine dei seguenti criteri:
- Differenza reti negli scontri diretti
- Differenza reti generale
- Reti realizzate in generale

In caso di arrivo di tre o più squadre a pari punti, la graduatoria verrà stilata in base all'ordine dei seguenti criteri:
- Punti negli scontri diretti (classifica avulsa)
- Differenza reti negli scontri diretti
- Differenza reti generale
- Reti realizzate in generale
- Classifica fair-play stilata a inizio stagione

Nel caso un criterio escluda solamente alcune delle squadre, senza quindi determinare l'ordine completo, tali squadre vengono escluse dal criterio successivo, rimanendo così senza possibilità di posizionarsi meglio.

#### Verdetti
- Huesca qualificata ai play-off campioni.
- Bilbao Athletic, Guadalajara e Real Unión qualificate ai play-off delle piazzate.
- Tudelano e Barakaldo qualificate alla Coppa del Re 2015-2016.
- Las Palmas Atletico qualificata ai play-out.
- Rayo Vallecano B, Atletico Madrid B, Trival Valderas e Conquense retrocesse in Tercera División 2015-2016.

### Classifica cannonieri
Aggiornata al 17 maggio 2015.
| Gol | Rigori |  | Giocatore      | Squadra           |
| --- | ------ |  | -------------- | ----------------- |
| 18  |        |  | Rufino Segovia | Toledo            |
| 17  |        |  | Sabin Merino   | Bilbao Athletic   |
| 17  |        |  | Jorge Galán    | Real Unión        |
| 17  |        |  | Dani Aquino    | Atlético Madrid B |
| 16  |        |  | Jito           | Sestao River      |

## Gruppo 3
Il terzo gruppo è costituito da squadre provenienti dalle regioni autonome di Catalogna, Comunità Valenzana e Isole Baleari.

### Squadre
| Squadra           | Città                     | Stadio                           |
| ----------------- | ------------------------- | -------------------------------- |
| Alcoyano          | Alcoy                     | El Collao                        |
| Atlético Baleares | Palma di Maiorca          | Balear                           |
| Badalona          | Badalona                  | Camp del Centenari               |
| Cornellà          | Cornellà                  | Nou Camp                         |
| Deportivo Aragón  | Saragozza                 | Ciudad Deportiva                 |
| Elche Ilicitano   | Elche                     | Díez Iborra                      |
| Eldense           | Elda                      | Nuevo Pepico Amat                |
| Espanyol B        | Barcellona                | Ciudad Deportiva                 |
| Gimnàstic         | Tarragona                 | Nou Estadi                       |
| Hércules          | Alicante                  | Stadio José Rico Pérez           |
| Huracán Valencia  | Valencia                  | Municipal de Manises             |
| L'Hospitalet      | L'Hospitalet de Llobregat | La Feixa Llarga                  |
| Lleida            | Lleida                    | Camp d'Esports                   |
| Maiorca B         | Palma di Maiorca          | Ciutat Esportiva Antonio Asensio |
| Olímpic Xàtiva    | Xàtiva                    | La Murta                         |
| Olot              | Olot                      | Municipal d'Olot                 |
| Reus              | Reus                      | Camp Nou Municipal               |
| Sant Andreu       | Barcellona                | Narcís Sala                      |
| Valencia Mestalla | Valencia                  | Ciudad Deportiva                 |
| Villarreal B      | Vila-real                 | Ciudad Deportiva                 |

### Classifica
|  | Pos. | Squadra           | Pt | G  | V  | N  | P  | GF | GS | DR  |
|  | ---- | ----------------- | -- | -- | -- | -- | -- | -- | -- | --- |
|  | 1.   | Gimnàstic         | 73 | 38 | 21 | 10 | 7  | 51 | 30 | +21 |
|  | 2.   | Huracán Valencia  | 65 | 38 | 17 | 14 | 7  | 46 | 30 | +16 |
|  | 3.   | Reus              | 63 | 38 | 19 | 6  | 13 | 44 | 33 | +11 |
|  | 4.   | Hércules          | 63 | 38 | 18 | 9  | 11 | 41 | 29 | +12 |
|  | 5.   | Lleida            | 61 | 38 | 18 | 7  | 13 | 45 | 34 | +11 |
|  | 6.   | Alcoyano          | 59 | 38 | 16 | 11 | 11 | 37 | 40 | -3  |
|  | 7.   | Badalona          | 56 | 38 | 15 | 11 | 12 | 37 | 37 | 0   |
|  | 8.   | Olímpic Xàtiva    | 55 | 38 | 16 | 7  | 15 | 38 | 37 | +1  |
|  | 9.   | L'Hospitalet      | 54 | 38 | 15 | 9  | 14 | 41 | 36 | +5  |
|  | 10.  | Villarreal B      | 53 | 38 | 14 | 11 | 13 | 51 | 45 | +6  |
|  | 11.  | Espanyol B        | 53 | 38 | 14 | 11 | 13 | 50 | 42 | +8  |
|  | 12.  | Atlético Baleares | 49 | 38 | 13 | 10 | 15 | 48 | 45 | +3  |
|  | 13.  | Olot              | 48 | 38 | 12 | 12 | 14 | 37 | 38 | –1  |
|  | 14.  | Valencia Mestalla | 48 | 38 | 13 | 9  | 16 | 43 | 41 | +2  |
|  | 15.  | Cornellà          | 45 | 38 | 11 | 12 | 15 | 41 | 50 | –9  |
|  | 16.  | Eldense           | 45 | 38 | 12 | 9  | 17 | 45 | 49 | –4  |
|  | 17.  | Maiorca B         | 44 | 38 | 11 | 11 | 16 | 40 | 58 | –18 |
|  | 18.  | Sant Andreu       | 39 | 38 | 10 | 9  | 19 | 37 | 48 | –11 |
|  | 19.  | Elche Ilicitano   | 35 | 38 | 8  | 11 | 19 | 38 | 60 | –22 |
|  | 20.  | Deportivo Aragón  | 34 | 38 | 9  | 7  | 22 | 39 | 67 | –28 |

Legenda:

      Qualificate ai play-off promozione
      Qualificata alla Coppa del Re 2015-2016
      Qualificate ai play-out
      Retrocesse in Tercera División 2015-2016
Note:

Tre punti a vittoria, uno a pareggio, zero a sconfitta.
In caso di arrivo di due squadre a pari punti, la graduatoria verrà stilata in base all'ordine dei seguenti criteri:
- Differenza reti negli scontri diretti
- Differenza reti generale
- Reti realizzate in generale

In caso di arrivo di tre o più squadre a pari punti, la graduatoria verrà stilata in base all'ordine dei seguenti criteri:
- Punti negli scontri diretti (classifica avulsa)
- Differenza reti negli scontri diretti
- Differenza reti generale
- Reti realizzate in generale
- Classifica fair-play stilata a inizio stagione

Nel caso un criterio escluda solamente alcune delle squadre, senza quindi determinare l'ordine completo, tali squadre vengono escluse dal criterio successivo, rimanendo così senza possibilità di posizionarsi meglio.

#### Verdetti
- Gimnàstic qualificata ai play-off campioni.
- Huracán Valencia, Reus e Hércules qualificate ai play-off delle piazzate.
- Lleida Esportiu qualificata alla Coppa del Re 2015-2016.
- Eldense qualificata ai play-out.
- Mallorca B, Sant Andreu, Elche Ilicitano e Deportivo Aragón retrocesse in Tercera División 2015-2016.

### Classifica cannonieri
Aggiornata al 17 maggio 2015.
| Gol | Rigori |  | Giocatore       | Squadra         |
| --- | ------ |  | --------------- | --------------- |
| 17  |        |  | Cedric Omoigui  | Maiorca B       |
| 17  |        |  | Jairo Morillas  | Espanyol B      |
| 14  |        |  | Sergi Guardiola | Eldense         |
| 14  |        |  | Salva Chamorro  | Lleida Esportiu |
| 14  |        |  | Rayco           | Gimnastic       |

## Gruppo 4
Il quarto gruppo è costituito da squadre provenienti dalle regioni autonome di Andalusia, Estremadura, Melilla, Murcia e le squadre della Castiglia-La Mancia non presenti nel gruppo II.

### Squadre
| Squadra           | Città                     | Stadio                         |
| ----------------- | ------------------------- | ------------------------------ |
| Almería B         | Almería                   | Juan Rojas                     |
| Arroyo            | Arroyo de la Luz          | Municipal                      |
| Betis B           | Siviglia                  | Ciudad Deportiva Luis Del Sol  |
| Cacereño          | Cáceres                   | Príncipe Felipe                |
| Cadice            | Cadice                    | Ramón de Carranza              |
| FC Cartagena      | Cartagena                 | Cartagonova                    |
| Córdoba B         | Cordova                   | Ciudad Deportiva Rafael Gómez  |
| El Palo           | Malaga                    | San Ignacio                    |
| Granada B         | Granada                   | Miguel Prieto                  |
| Real Jaén         | Jaén                      | La Victoria                    |
| La Hoya Lorca     | Lorca                     | Francisco Artés Carrasco       |
| La Roda           | La Roda                   | Municipal de Deportes          |
| Linense           | La Línea de la Concepción | Mun. de La L. de la Concepción |
| Lucena            | Lucena                    | Municipal de Lucena            |
| Marbella FC       | Marbella                  | Estadio Municipal de Marbella  |
| Melilla           | Melilla                   | Municipal Álvarez Claro        |
| San Roque         | Lepe                      | Ciudad de Lepe                 |
| Siviglia Atlético | Siviglia                  | Ciudad Deportiva               |
| UCAM Murcia       | Murcia                    | Estadio de La Condomina        |
| Villanovense      | Villanueva de la Serena   | Estadio Municipal Villanovense |

### Classifica
|  | Pos. | Squadra           | Pt | G  | V  | N  | P  | GF | GS | DR  |
|  | ---- | ----------------- | -- | -- | -- | -- | -- | -- | -- | --- |
|  | 1.   | Cadice            | 76 | 38 | 22 | 10 | 6  | 66 | 24 | +42 |
|  | 2.   | UCAM Murcia       | 65 | 38 | 17 | 14 | 7  | 46 | 29 | +17 |
|  | 3.   | Almería B         | 62 | 38 | 17 | 11 | 10 | 47 | 30 | +17 |
|  | 4.   | Villanovense      | 61 | 38 | 16 | 13 | 9  | 46 | 30 | +16 |
|  | 5.   | Granada B         | 58 | 38 | 15 | 13 | 10 | 50 | 39 | +11 |
|  | 6.   | Linense           | 58 | 38 | 16 | 10 | 12 | 56 | 52 | +4  |
|  | 7.   | Melilla           | 54 | 38 | 13 | 15 | 10 | 47 | 47 | 0   |
|  | 8.   | Betis B           | 52 | 38 | 15 | 7  | 16 | 43 | 43 | 0   |
|  | 9.   | San Roque         | 51 | 38 | 15 | 6  | 17 | 52 | 56 | –4  |
|  | 10.  | Marbella FC       | 51 | 38 | 13 | 12 | 13 | 42 | 48 | –6  |
|  | 11.  | Real Jaén         | 49 | 38 | 11 | 16 | 11 | 45 | 36 | +9  |
|  | 12.  | Cacereño          | 47 | 38 | 14 | 5  | 19 | 49 | 52 | –3  |
|  | 13.  | La Hoya Lorca     | 45 | 38 | 12 | 9  | 17 | 42 | 44 | –2  |
|  | 14.  | Siviglia Atlético | 44 | 38 | 10 | 14 | 14 | 33 | 34 | –1  |
|  | 15.  | La Roda           | 43 | 38 | 10 | 13 | 15 | 33 | 43 | –10 |
|  | 16.  | FC Cartagena      | 43 | 38 | 9  | 16 | 13 | 36 | 46 | –10 |
|  | 17.  | Córdoba B         | 43 | 38 | 12 | 7  | 19 | 33 | 60 | –27 |
|  | 18.  | Arroyo            | 43 | 38 | 10 | 13 | 15 | 30 | 50 | –20 |
|  | 19.  | El Palo           | 41 | 38 | 8  | 17 | 13 | 42 | 43 | –1  |
|  | 20.  | Lucena            | 39 | 38 | 10 | 9  | 19 | 32 | 64 | –32 |

Legenda:

      Qualificate ai play-off promozione
      Qualificata alla Coppa del Re 2015-2016
      Qualificate ai play-out
      Retrocesse in Tercera División 2015-2016
Note:

Tre punti a vittoria, uno a pareggio, zero a sconfitta.
In caso di arrivo di due squadre a pari punti, la graduatoria verrà stilata in base all'ordine dei seguenti criteri:
- Differenza reti negli scontri diretti
- Differenza reti generale
- Reti realizzate in generale

In caso di arrivo di tre o più squadre a pari punti, la graduatoria verrà stilata in base all'ordine dei seguenti criteri:
- Punti negli scontri diretti (classifica avulsa)
- Differenza reti negli scontri diretti
- Differenza reti generale
- Reti realizzate in generale
- Classifica fair-play stilata a inizio stagione

Nel caso un criterio escluda solamente alcune delle squadre, senza quindi determinare l'ordine completo, tali squadre vengono escluse dal criterio successivo, rimanendo così senza possibilità di posizionarsi meglio.

#### Verdetti
- Cadice qualificata ai play-off campioni.
- UCAM Murcia, Almeria B e Villanovense qualificate ai play-off delle piazzate.
- Linense e Melilla qualificate alla Coppa del Re 2015-2016.
- FC Cartagena qualificata ai play-out.
- Cordoba B, Arroyo, El Palo e Lucena retrocesse in Tercera División 2015-2016.

### Classifica cannonieri
Aggiornata al 17 maggio 2015.
| Gol | Rigori |  | Giocatore    | Squadra           |
| --- | ------ |  | ------------ | ----------------- |
| 18  |        |  | Jona Mejía   | Cadice            |
| 15  |        |  | Dani Romera  | Almeria B         |
| 15  |        |  | Copi         | Linense           |
| 14  |        |  | Álex Alegría | Betis B           |
| 14  |        |  | Juan Muñoz   | Siviglia Atletico |

## Play-off
I play-off si dividono in due categorie: quello dei campioni (a cui prendono parte i vincitori dei rispettivi raggruppamenti) e quello dei piazzati (cui partecipano le squadre classificatesi tra la seconda e la quarta posizione in tutti e quattro i gironi). Il sorteggio decide le partite che disputeranno i campioni. Le due vincenti vengono promosse direttamente in Segunda División e si scontrano nella finale che decide chi si aggiudicherà il titolo di campione della Segunda División B. Le perdenti delle semifinali finiscono invece nei play-off delle piazzate. Questi constano di tre turni: nel primo le seconde dei raggruppamenti sfidano una quarta ciascuna, mentre le terze giocano tra di loro. Anche in questo caso gli incontri vengono decisi dal sorteggio, il quale fa da arbitro anche per il secondo e il terzo turno. Nel secondo le sei vincenti dei play-off piazzati e le due eliminate da quello campioni giocano per arrivare al terzo turno, il quale decreterà le altre due promosse.
Tutte le sfide vengono disputate in incontri di andata e ritorno. In caso di parità passa la squadra che ha segnato più gol fuori casa. Nel caso questo criterio non decreti un vincitore si giocano due tempi supplementari ed eventualmente si tirano i rigori.

### Verdetti
- Real Oviedo promosso in Segunda División e campione della Segunda División B 2014-2015.
- Gimnàstic, Bilbao Athletic e Huesca promosse in Segunda División.

### Campioni

#### Semifinali
| Squadra 1   | Totale | Squadra 2 | Andata | Ritorno |
| ----------- | ------ | --------- | ------ | ------- |
| Real Oviedo | 2 - 1  | Cádiz     | 1 - 1  | 1 - 0   |
| Huesca      | 1 - 2  | Gimnàstic | 0 - 0  | 1 - 2   |

#### Finale
| Squadra 1   | Totale | Squadra 2 | Andata | Ritorno |
| ----------- | ------ | --------- | ------ | ------- |
| Real Oviedo | 4 - 2  | Gimnàstic | 1 - 2  | 3 - 0   |

### Piazzate

#### Primo turno
| Squadra 1     | Totale     | Squadra 2        | Andata | Ritorno    |
| ------------- | ---------- | ---------------- | ------ | ---------- |
| UD Logroñés   | 2 - 3      | Huracán Valencia | 1 - 1  | 1 - 2(dts) |
| Hércules      | 2 - 1      | Murcia           | 1 - 1  | 1 - 0      |
| Real Unión    | 0 - 1      | UCAM Murcia      | 0 - 0  | 0 - 1(dts) |
| Villanovense  | 2 - 3      | Bilbao Athletic  | 2 - 1  | 0 - 2      |
| Almería B     | 3 - 3(gfc) | Guadalajara      | 2 - 2  | 1 - 1      |
| Racing Ferrol | 2 - 1      | Reus             | 1 - 0  | 1 - 1      |

#### Secondo turno
| Squadra 1       | Totale     | Squadra 2    | Andata | Ritorno |
| --------------- | ---------- | ------------ | ------ | ------- |
| Hércules        | 2 - 2(gfc) | Cadice       | 2 - 1  | 0 - 1   |
| Racing Ferrol   | 0 - 6      | Huesca       | 0 - 4  | 0 - 2   |
| Gimnàstic       | 0 - 2      | Sestao River | 0 - 0  | 0 - 2   |
| Bilbao Athletic | 2 - 1      | UCAM Murcia  | 1 - 0  | 1 - 1   |

#### Terzo turno
| Squadra 1        | Totale | Squadra 2 | Andata | Ritorno |
| ---------------- | ------ | --------- | ------ | ------- |
| Bilbao Athletic  | 3 - 1  | Cadice    | 2 - 0  | 1 - 1   |
| Huracan Valencia | 1 - 3  | Huesca    | 1 - 1  | 0 - 2   |

## Play-out
Le tre quintultime dei raggruppamenti a 20 squadre e la quartultima del I gruppo, quello a 19 squadre (ovvero tutte le sedicesime dei quattro gruppi), dopo previo sorteggio si incontrano in due semifinali. Le perdenti retrocedono in Tercera División, mentre entrambe le vincenti si salvano poiché bisogna recuperare la squadra mancante nel primo girone.
Come nei play-off, tutte le sfide vengono disputate in incontri di andata e ritorno. In caso di parità passa la squadra che ha segnato più gol fuori casa. Nel caso questo criterio non decreti un vincitore si giocano due tempi supplementari ed eventualmente si tirano i rigori.

### Verdetti
- Avilés e Las Palmas Atlético retrocedono in Tercera División.

#### Semifinali
| Squadra 1    | Totale     | Squadra 2           | Andata | Ritorno |
| ------------ | ---------- | ------------------- | ------ | ------- |
| Avilés       | 4 - 6      | Eldense             | 1 - 4  | 3 - 2   |
| FC Cartagena | (gfc)1 - 1 | Las Palmas Atletico | 0 - 0  | 1 - 1   |